# Liste der denkmalgeschützten Objekte in Rabensburg
Die Liste der denkmalgeschützten Objekte in Rabensburg enthält die 10 denkmalgeschützten, unbeweglichen Objekte der Gemeinde Rabensburg.

## Denkmäler
| Foto |                 | Denkmal                                                                          | Standort                                            | Beschreibung | Metadaten |
| ---- | --------------- | -------------------------------------------------------------------------------- | --------------------------------------------------- | --- | --- |
| ja   | Datei hochladen | Museum Rabensburg/Pfarrhof HERIS-ID: 26866 Objekt-ID: 23370                      | Hauptstraße 32 Standort KG: Rabensburg              | Das zweigeschoßige Gebäude wurde im Spätbarock erbaut. | BDA-Hist.: Q37905187 Status: § 2a Stand der BDA-Liste: 2025-06-30 Name: Museum Rabensburg/Pfarrhof GstNr.: 239/1 Pfarrhof Rabensburg                     |
| ja   | Datei hochladen | Bildstock HERIS-ID: 86025 Objekt-ID: 100292                                      | bei Hauptstraße 185 Standort KG: Rabensburg         | Der barocke Tabernakelpfeiler stammt aus dem 17. Jahrhundert. | BDA-Hist.: Q37714615 Status: § 2a Stand der BDA-Liste: 2025-06-30 Name: Bildstock GstNr.: 2189/1                                                         |
| ja   | Datei hochladen | Kommunikationszentrum/Bücherei HERIS-ID: 86027 Objekt-ID: 100294                 | Kirchenplatz 134 Standort KG: Rabensburg            | | BDA-Hist.: Q37714630 Status: § 2a Stand der BDA-Liste: 2025-06-30 Name: Kommunikationszentrum/ Bücherei GstNr.: 53/1 Kommunikationszentrum Rabensburg    |
| ja   | Datei hochladen | Schloss Rabensburg HERIS-ID: 26861 Objekt-ID: 23365                              | Schloß 1 Standort KG: Rabensburg                    | Das Schloss besteht aus einem im Kern romanischen Burghof und einem vorgebauten Ehrenhof aus dem 17. Jahrhundert. Es ist in Privatbesitz.                                         | BDA-Hist.: Q2243043 Status: Bescheid Stand der BDA-Liste: 2025-06-30 Name: Schloss Rabensburg GstNr.: 2, 3, 4/1, 5/1, 6, 7, 4/2 Schloss Rabensburg       |
| ja   | Datei hochladen | Hausberg Königsberg HERIS-ID: 26889 Objekt-ID: 23395                             | Flur Tiergartenlehen Standort KG: Rabensburg        | Die mittelalterliche Hausberganlage am Ufer der Thaya ist zum Teil einplaniert.                                                                                                   | BDA-Hist.: Q37905509 Status: Bescheid Stand der BDA-Liste: 2025-06-30 Name: Hausberg Königsberg GstNr.: 1753/1, 1754                                     |
| ja   | Datei hochladen | Hügelgräber Rabensburg HERIS-ID: 34850 Objekt-ID: 33283                          | Flur Tiergartenlehen Standort KG: Rabensburg        | Die drei Hügelgräber stammen aus der Hallstattzeit. | BDA-Hist.: Q37960485 Status: Bescheid Stand der BDA-Liste: 2025-06-30 Name: Hügelgräber Rabensburg GstNr.: 1580/2, 1581 Hügelgräber Rabensburg           |
| ja   | Datei hochladen | Kath. Pfarrkirche hl. Helena und ehem. Friedhof HERIS-ID: 26860 Objekt-ID: 23364 | Unter dem Berg 218, bei Standort KG: Rabensburg     | Die spätbarocke Saalkirche wurde von 1756 bis 1765 erbaut. Ihre Ausstattung stammt aus der Bauzeit. Die Pfarrkirche ist von einer Friedhofsmauer aus dem 17. Jahrhundert umgeben. | BDA-Hist.: Q37905124 Status: § 2a Stand der BDA-Liste: 2025-06-30 Name: Kath. Pfarrkirche hl. Helena und ehem. Friedhof GstNr.: 1 Pfarrkirche Rabensburg |
| ja   | Datei hochladen | Figurenbildstock hl. Johannes Nepomuk HERIS-ID: 26867 Objekt-ID: 23371           | Standort KG: Rabensburg                             | Der Bildstock wurde 1722 errichtet und 1846 renoviert. | BDA-Hist.: Q37905207 Status: § 2a Stand der BDA-Liste: 2025-06-30 Name: Figurenbildstock hl. Johannes Nepomuk GstNr.: 2189/2 Rabensburg Johannes Nepomuk |
| ja   | Datei hochladen | Grabstein/Grabplatte HERIS-ID: 26869 Objekt-ID: 23373                            | Kirchenplatz 414, gegenüber Standort KG: Rabensburg | | BDA-Hist.: Q37905241 Status: § 2a Stand der BDA-Liste: 2025-06-30 Name: Grabstein/Grabplatte GstNr.: 2189/2                                              |
| ja   | Datei hochladen | Feldkapelle HERIS-ID: 60163 Objekt-ID: 72126                                     | Standort KG: Rabensburg                             | Die biedermeierliche Feldkapelle ist mit der Jahreszahl 1825 bezeichnet. Sie wurde auf einem Hügelgrab errichtet.                                                                 | BDA-Hist.: Q38090541 Status: Bescheid Stand der BDA-Liste: 2025-06-30 Name: Feldkapelle GstNr.: 1580/2 Feldkapelle Rabensburg                            |